# Erika Blumgrund
Erika Blumgrund, nacida como Erika Friedlieb (Bratislava, 4 de julio de 1924 - Buenos Aires, 2016) fue una escritora, periodista, traductora y pintora eslovaco-argentina. Ha publicado en alemán, eslovaco y español.

## Biografía
La familia de Erika era de origen judío y su padre era mayorista de cuero. Por el contexto histórico, social y el lugar donde se crio, creció teniendo cuatro idiomas como lenguas maternas: alemán y húngaro en casa, eslovaco en la escuela y francés con sus niñeras suizas. Mientras aún estaba en edad prescolar, también comenzó a aprender el hebreo, como lengua vinculada a la vida religiosa familiar; lengua que terminaría por aprender de adulta en Argentina.
En 1942 la familia huyó a Hungría para escapar de la persecución nazi. Los padres de Blumgrund fueron deportados allí en 1944, y ella misma huyó de regreso a Eslovaquia con documentos falsos, donde fue capturada por la Gestapo. Estuvo presa en el campo de Sered y luego fue deportada a Theresienstadt. Allí experimentó la liberación el 8 de mayo de 1945. Se casó con su amor de la infancia, Ladislaus (Ladislao) Blumgrund, también sobreviviente de la Shoah. La pareja abandonó Eslovaquia después del golpe de febrero de 1948 y emigró vía Suecia a Buenos Aires, donde llegaron en mayo de 1948. Blumgrund trabajó aquí, entre otras cosas, como profesora de gimnasia.
Blumgrund trabajó activamente como escritora en su juventud. Partes de sus diarios de 1938 a 1941 se publicaron en español en 2010. Sin embargo, no reanudó su carrera literaria hasta los 60 años: a partir de 1982 publicó más de 200 artículos en el Semanario Israelita, un semanario para emigrantes judíos alemanes en Argentina, principalmente reseñas de libros en alemán. También tradujo del alemán y del checo al español y publicó varios volúmenes de poesía de los años noventa, generalmente con temáticas vinculados con la Shoah.